# 霊峰県
霊峰県（れいほう-けん）は中華人民共和国延辺朝鮮族自治州にかつて存在した県。現在の敦化市北西部に相当する。
渤海により設置され湯州の州治とされた。遼代に廃止されている。